# Конэваам
Конэваам (Коневаам) — река на Дальнем Востоке России. Протекает по территории Чаунского района Чукотского автономного округа.
Длина реки — 163 км, площадь водосборного бассейна 1850 км².

## Гидроним
Название произошло от русск. конь и чукот. ваам, то есть «конная река». По преданиям местных жителей, когда-то на берегах реки происходили боевые столкновения чукчей и неизвестными людьми (казаками), прибывшими верхом на лошадях, которых у аборигенов не было и остановившимися впоследствии в районе Марково. И длительное время спустя чукчи всё находили скелеты погибших лошадей, откуда река и получила своё название.

## Гидрография
Берёт истоки на восточных склонов массива Ыльвэней и устремляется на северо-восток со скоростью течения 1 м/с, но вскоре река поворачивает на северо-запад и, достигнув горы Совиная, в окружении озёр уходит на запад до впадения в Раучуа.
Притоки: Огонёк, Каменистый, Параллельный, Турмалиновый, Тундровый, Гольцовый, Вилка, Ромоваам, Горный, Куклянка, Зелёный, Кривой, Журавлиный, Моховой, Вязкий, Жёлтый.

## Антропогенное воздействие
В верховьях реки в 1960-х гг. было открыто россыпное месторождение золота, которое разрабатывалось прииском им. XXII съезда КПСС.
Через Конэваам проходит трасса автозимника Билибино — Певек.